# 贾潜
贾潜（1903年5月9日—1996年12月25日），原名贾荣卿，字光尧，抗战时期改名贾潜，男，河南滑县人，中华人民共和国法学家、官员、法官。

## 生平
贾潜是河南省滑县杨公店村人。毕业于北平朝阳大学法律科。大学毕业后历充法院、民政厅职员和官吏，后到山东济南长期从事律师工作。1940年2月参加中国共产党领导的革命工作，先后在冀鲁豫边区滑县抗日民主政府和冀鲁豫行署担任科长、参议员。1946年7月加入中国共产党。第二次国共内战时期，历任晋冀鲁豫边区政府行政委员会委员、晋冀鲁豫边区高等法院副院长、华北人民法院审判长、华北人民政府法制委员会委员。
中华人民共和国成立后，贾潜历任中央人民政府最高人民法院党组成员、中央人民政府最高人民法院委员兼刑事审判庭庭长、审判委员会委员，中央法制委员会民事法规委员会副主任委员等职。贾潜是《中华人民共和国人民法院组织法》的起草人之一。1956年，中华人民共和国最高人民法院特别军事法庭审判日本战犯，贾潜被任命为特别军事法庭庭长。当时审判日本战犯时，中华人民共和国尚无刑法和刑事诉讼法，经贾潜建议，由全国人大常委会专门颁布了一个决定，根据该决定审判了日本战犯。
1957年，在反右运动中，贾潜被打成中华人民共和国最高人民法院内部的头号“右派分子”。1957年12月，《人民日报》宣布了贾潜的右派罪状。《人民司法工作》1957年第12期总计七篇文章，四篇针对贾潜：《揭露和批判贾潜的反党言行》，《驳贾潜的审判独立谬论》，《贾潜在为谁着想？》，《对贾潜的所谓学习法律科学的刮视》。在最高人民法院举办的辩论会上，最高人民法院交通运输审判庭庭长曾汉周等人“揭露和批判贾潜的反党言行”。1958年2月，贾潜被划为“右派分子”。
1958年6月3日，全国人大常委会决定撤销右派分子贾潜的最高人民法院审判委员会委员、庭长的职务；撤销右派分子林亨元、朱耀堂的最高人民法院副庭长职务；撤销右派分子刘寅夏的最高人民法院审判委员会委员、审判员的职务；撤销右派分子杨显之、张向前、郝绍安、田明中的最高人民法院审判员职务。
1961年7月9日，贾潜被任命为国务院参事。
1978年12月18日，最高人民法院向国务院参事室寄送了中国共产党最高人民法院机关委员会关于给现任国务院参事贾潜平反的决定。决定说：经重新审查，贾潜的“右派分子”属于错划, 经报请中共中央组织部批准，予以改正，撤销原划为右派分子的决定和开除中国共产党党籍的决定。
1980年2月，贾潜被任命为中华人民共和国司法部顾问。1982年离职休养后，先后任司法部咨询委员会副主任，中国法学会、中国律师协会顾问，中国社会科学院法学研究所学术指导等工作。1989年获全国老有所为精英奖。
1996年12月25日，贾潜在北京病逝，享年93岁。 